# Costante Adolfo Bossi
Costante Adolfo Bossi (Morbegno, 25 dicembre 1876 – Milano, 4 gennaio 1953) è stato un organista, compositore e insegnante italiano, fratello di Marco Enrico Bossi. Insegnò al conservatorio di Milano.